# Vitalius dubius
}}
Vitalius dubius é uma espécie de aranha pertencente à família Theraphosidae (tarântulas).

## Características

### Comportamento
Exemplares selvagens podem ser agressivos para se protegerem.

### Tempo de Vida
as femeas podem atingir 20 anos ou mais, já os machos vivem entre 5 a 7 anos.

### Tamanho
Até 15 cm, com fêmeas mais robustas que machos.

### Alimentação
alimentam-se basicamente de insetos e pequenos roedores.

### Habitat
Região de Sorocaba (SP-Brasil) até Poços de Caldas (MG-Brasil). Habitats urbanos e frequentemente encontrada em residências.